# Sphyraenops bairdianus
Sphyraenops bairdianus és una espècie de peix pertanyent a la família dels epigònids i l'única del gènere Sphyraenops.

## Hàbitat
És un peix marí, batipelàgic i oceanòdrom que viu entre 200 i 1.750 m de fondària.

## Distribució geogràfica
Es troba al Pacífic occidental (Austràlia Occidental) i Cuba.

## Observacions
És inofensiu per als humans.